# Mister Global 2016
Mister Global 2016 fue la 3.ª edición del certamen Mister Global, correspondiente al año 2016, se realizó el 6 de mayo en el Central Plaza Chiang Mai Airport, en la ciudad de Chiang Mai, Tailandia. Candidatos de 30 países y territorios autónomos compitieron por el título. Al final del evento, Nguyễn Văn Sơn Mister Global 2015 de Vietnam, entregó el título a Tomáš Martinka de República Checa como su sucesor.

## Resultados
| Posiciones                | Candidato |
| ------------------------- | --- |
| Mister Global 2016        | - República Checa — Tomáš Martinka |
| Primer Finalista          | - Tailandia — Tawatchai Jaikhan |
| Segundo Finalista         | - España — Chema Malavia |
| Tercer Finalista          | - Brasil — Giba Pignatti |
| Cuarto Finalista          | - Singapur — Noel Ng |
| Semifinalistas (Top 10)   | - Corea del Sur — Gi Jung Kim - Filipinas — Mark Louie Bornilla - Malasia — Asyraf Nordin - Myanmar — Linn Maung - Nepal — Dikpal Karki                     |
| Cuartofinalistas (Top 16) | - Estados Unidos — Leaon Gordon - Guam — Jaren Guerrero - India — Prateek Baid - Japón — Yusuke Fujita - Perú — Freddy Mayorga - Puerto Rico — Dexter Colón |

## Relevancia histórica del concurso

### Resultados
- República Checa gana por primera vez Mister Global.
- Tailandia obtiene la posición de primer finalista por primera vez.
- España obtiene la posición de segundo finalista por primera vez.
- Brasil obtiene la posición de tercer finalista por segundo año consecutivo.
- Singapur obtiene la posición de cuarto finalista por primera vez.
- Filipinas, Indonesia, Myanmar y Tailandia clasifican por tercer año consecutivo.
- Brasil,  Malasia, Perú, Puerto Rico y República Checa clasifican por segundo año consecutivo.
- España, Estados Unidos, Guam, India, Japón y Nepal clasifican por primera vez en la historia del concurso.
- Corea clasificó por última vez en 2014.
- Vietnam rompe una racha de clasificaciones consecutivas que mantenía desde 2014.

## Premios especiales
| Título             | Candidato                       |
| ------------------ | ------------------------------- |
| Mister Simpatia    | - Guam — Jaren Guerrero         |
| Mister Fotogenico  | - España — Chema Malavia        |
| Mister Popularidad | - Filipinas — Mark Bornilla     |
| Mister Físico      | - Turquía — Umut Mirza          |
| Mister Sonrisa     | - Singapur — Noel Ng            |
| Mejor Traje típico | - Sri Lanka — Isuru Nagoda      |
| Mejor Modelo       | - India — Prateek Baid          |
| Mejor Talento      | - Malasia — Asyraf Nordin       |
| Missosology Award  | - Filipinas — Mark Bornilla     |
| People's Choice    | - Tailandia — Tawatchai Jaikhan |

## Candidatos
30 países compitieron por el título de Mister Global 2016:
| - Azerbaiyán - Royshan Masimov - Brasil - Giba Pignatti - Canadá - Jin Stewart - China - Letian Zhao - Corea del Sur - Gi Jung Kim - Ecuador - Jair Chóez Loor - España - Chema Malavia - Estados Unidos - Leaon Gordon - Filipinas - Mark Louie Bornilla - Francia - Jordane Reiser - Guam - Jaren Guerrero - Países Bajos - Qusay Alobaidi - India - Prateek Baid - Indonesia - Rezaldo Ariya - Japón - Yusuke Fujita | - Líbano - Mario Sfeir - Malasia - Asyraf Nordin - Myanmar - Linn Maung - Nepal - Dikpal Karki - Panamá - Jesús Liñares - Paraguay - Diego Álvarez - Perú - Freddy Mayorga - Puerto Rico - Dexter Colón - República Checa - Tomáš Martinka - República Dominicana - César Baroud - Singapur - Noel Ng - Sri Lanka - Isuru Nagoda - Tailandia - Tawatchai Jaikhan - Turquía - Umut Mirza - Vietnam - Nguyễn Cường |

## Sobre los países en Mister Global 2016

### Naciones debutantes
- Azerbaiyán
- Chile
- Ecuador
- España
- Japón
- Nepal
- Países Bajos
- Panamá
- Paraguay
- República Dominicana
- Turquía

### Naciones que regresan la competencia
Compitieron por última vez en 2014:
- Canadá
- Estados Unidos
- Guam

### Naciones retiradas
- Australia
- Camboya
- Chile
- Letonia
- Venezuela